# Martin Stokken
Martin Stokken   (Snillfjord, 16 de gener de 1923 - Trondheim, 25 de març de 1984) fou un atleta i esquiador de fons noruec que va competir als Jocs Olímpics d'Estiu de 1948 i 1952 i d'hivern de 1952 i 1956.
Stokken era el petit de quatre germans. El 1934 la granja on va a néixer es va cremar i el seu pare va morir poc després. De jove va treballar com a pastor. El 1939 ell i la seva mare es van traslladar a Fåvang, on es va unir al club d'esquí local. Durant la Segona Guerra Mundial, el 1943, va fugir a Suècia i es va unir a la resistència noruega. El 1945 va tornar a Noruega i el 1946 va guanyar el títol nacional dels 10.000 metres, alhora que fou vuitè en aquesta mateixa distància al Campionat d'Europa d'atletisme. Als Jocs Olímpics d'Estiu va disputar les curses dels 5.000 i 10.000 metres, destacant la quarta posició en aquesta darrera prova el 1948. Fins al 1951 va ser el millor corredor noruec dels 5.000 i 10.000 metres. També va destacar en els 3.000 metres obstacles, quedant quart als Campionats d'Europa de 1950. El,1955 es va retirar de l'atletisme l'any 1955, després d'haver guanyat 19 títols nacionals.
A finals de la dècada de 1940 començà a entrenar en esquí de fons per mantenir-se en forma durant l'hivern, però el 1951 va començar a competir i va ser inclòs a la selecció nacional. Als Jocs Olímpics d'Hivern va guanyar una medalla de plata en el relleu 4x10 quilòmetres el 1952, i va quedar quart el 1956. El seu millor resultat individual va ser la sisena posició en els 18 quilòmetres el 1952 i en els 15 quilòmetres el 1956. En el seu palmarès també destaca una medalla de bronze al Campionat del Món d'esquí nòrdic de 1950. El 1954 també va guanyar la cursa de 50 quilòmetres al festival d'esquí de Holmenkollen i va guanyar la medalla Holmenkollen. Abans, el 1949, va rebre el premi Egebergs Ærespris. A més dels seus èxits internacionals en esquí, entre 1951 i 1957 va guanyar cinc títols nacionals. Es va retirar el 1960.
Quan es va retirar va treballar com a policia a Trondheim, alhora que exercia d'entrenador d'esquí i biatló.

## Millors marques
- 5.000 metres. 14'13.8"  (1955)
- 10.000 metres. 29'54.0"  (1952)
- 3.000 metres obstacles. 9'13.0"  (1950)[4]